# Chester (Nebraska)
Chester je selo u američkoj saveznoj državi Nebraska. Prema popisu stanovništva iz 2010. u njemu je živjelo 232 stanovnika.